# 2011年棒球

## 賽事分類

### 職業棒球
- 2011年美國職棒大聯盟球季
- 2011年美國職棒小聯盟
- 2011年日本職棒
- 2011年韓國職棒
- 2011年中華職棒
- 2011年美國職棒大聯盟明星賽
- 2011年世界大賽
- 2011年台灣大賽
- 2011年日本大賽
- 2011年韓國大賽

### 國際錦標賽
- 7月8日－7月17日：第1屆12U世界盃棒球賽於台北舉行。
- 8月19日－8月28日：第15屆15U世界盃棒球賽於墨西哥舉行。

### 其他賽事
- 11月25日－11月29日：第五屆亞洲職棒大賽。

## 外部連結
- 2011年棒球在台灣棒球維基館上的頁面（繁體中文）